# Dosbarrios
Dosbarrios település Spanyolországban, Toledo tartományban. Dosbarrios La Guardia, Huerta de Valdecarábanos, Cabañas de Yepes, Ocaña és Villatobas községekkel határos. Lakosainak száma 2203 fő (2024).

## Népesség
A település népessége az utóbbi években az alábbiak szerint változott:
| Lakosok száma | 2085 | 2169 | 2389 | 2497 | 2362 | 2302 | 2230 | 2223 | 2273 | 2203 |
|               | 2001 | 2004 | 2007 | 2009 | 2012 | 2014 | 2017 | 2019 | 2022 | 2024 |